# Registre national des lieux historiques dans le comté de Solano

Localisation du comté de Solano en California

Ceci est la liste des lieux historiques inscrits sur le registre national dans le comté de Solano en Californie.
Cette liste des propriétés et des districts du registre national des lieux historiques dans le comté de Solano, en Californie, est censée être exhaustive. Les coordonnées de latitude et longitude sont fournies pour la plupart des propriétés et les districts du registre national ; ces localisations peuvent être aperçues sur Google Map.
Il y a 30 propriétés et districts répertoriés sur le registre national dans le comté, dont un monument historique national.

## Liste actuelle
| Position | ID        | Type | Nom                                                         | Localisation                                                                                           | Ville              | Date d'inscription | Image                                | Coordonnées                          | Description                                                                                                   |
| -------- | --------- | ---- | ----------------------------------------------------------- | --- | ------------------ | ------------------ | ------------------------------------ | ------------------------------------ | --- |
| 1        | 76000534  | HD   | Benicia Arsenal                                             | Army Point and I-680                                                                                   | Benicia            | 7 novembre 1976    |                                      | 38° 03′ 12″ nord, 122° 08′ 03″ ouest | |
| 2        | 71000204  | NRHP | Benicia Capitol State Historic Park (en)                    | 1st and G Sts.                                                                                         | Benicia            | 12 février 1971    |                                      | 38° 03′ 00″ nord, 122° 09′ 32″ ouest | |
| 3        | 100001664 | NRHP | Benicia Southern Pacific Railroad Passenger Depot (en)      | 90 1st St.                                                                                             | Benicia            | 28 septembre 2017  |                                      | 38° 02′ 41″ nord, 122° 09′ 44″ ouest | |
| 4        | 99001264  | NRHP | Bird and Dinkelspiel Store (en)                             | 2145 Collinsville Rd.                                                                                  | Birds Landing      | 21 octobre 1999    |                                      | 38° 07′ 58″ nord, 121° 52′ 16″ ouest | Le magasin général est construit en 1875.                                                                     |
| 5        | 02001289  | NRHP | Jackson Fay Brown House (en)                                | 6751 Maine Prairie Rd.                                                                                 | Dixon              | 7 novembre 2002    |                                      | 38° 19′ 59″ nord, 121° 48′ 50″ ouest | |
| 6        | 85003372  | NRHP | Will H. Buck House (en)                                     | 301 Buck Ave.                                                                                          | Vacaville          | 2 octobre 1985     |                                      | 38° 21′ 23″ nord, 121° 59′ 42″ ouest | |
| 7        | 79000555  | NRHP | Carr House (en)                                             | 165 E. D St                                                                                            | Benicia            | 13 septembre 1979  |                                      | 38° 02′ 48″ nord, 122° 09′ 32″ ouest | démoli vers 2000                                                                                              |
| 8        | 13000591  | NRHP | City Hall (en)                                              | 715 Marin St.                                                                                          | Vallejo            | 13 août 2013       |                                      | 38° 06′ 09″ nord, 122° 15′ 25″ ouest | |
| 9        | 78000795  | NRHP | Crooks Mansion                                              | 285 W. G St.                                                                                           | Benicia            | 14 novembre 1978   |                                      | 38° 03′ 06″ nord, 122° 09′ 44″ ouest | |
| 10       | 10001199  | NRHP | Dixon Carnegie Library                                      | 135 E. B St.                                                                                           | Dixon              | 4 février 2011     |                                      | 38° 26′ 48″ nord, 121° 49′ 20″ ouest | California Carnegie Libraries MPS                                                                             |
| 11       | 79000556  | NRHP | Fischer-Hanlon House (en)                                   | 135 G St.                                                                                              | Benicia            | 24 mai 1979        |                                      | 38° 03′ 01″ nord, 122° 09′ 34″ ouest | |
| 12       | 15000860  | NRHP | Daniel Webster Harrier House                                | 739 Ohio St.                                                                                           | Vallejo            | 8 décembre 2015    |                                      | 38° 06′ 25″ nord, 122° 15′ 13″ ouest | |
| 13       | 72000260  | NRHP | Hastings Adobe (en)                                         | Nord-est de Collinsville par la CA 68                                                                  | Collinsville       | 13 juin 1972       |                                      | 38° 04′ 35″ nord, 121° 49′ 54″ ouest | |
| 14       | 15000716  | NRHP | LCS-102 (landing craft support) (en)                        | 7th & Nimitz Sts., Mare Island                                                                         | Vallejo            | 13 octobre 2015    |                                      |                                      | |
| 15       | 75002103  | NHLD | Mare Island Naval Shipyard                                  | Mare Island                                                                                            | Vallejo            | 15 mai 1975        |                                      | 38° 05′ 24″ nord, 122° 15′ 48″ ouest | Les limites ont été augmentées (ajout le 21 janvier 1997): Mare Island Historic District, Vallejo, California |
| 16       | 77000349  | NRHP | Samuel Martin House                                         | 293 Suisun Valley Rd.                                                                                  | Suisun City        | 26 mai 1977        |                                      | 38° 14′ 08″ nord, 122° 07′ 35″ ouest | maison de 1861 d'un des premiers colon du comté de Solano ; aussi connue comme Stonedene                      |
| 17       | 13000575  | NRHP | Masonic Temple-Naval Lodge No. 87, Free and Accepted Masons | 707 Marin St.                                                                                          | Vallejo            | 7 août 2013        |                                      | 38° 06′ 08″ nord, 122° 15′ 25″ ouest | |
| 18       | 72000259  | NRHP | Old Masonic Hall (en)                                       | Benicia                                                                                                | 16 mars 1972       |                    | 38° 03′ 08″ nord, 122° 09′ 27″ ouest |                                      | |
| 19       | 72000261  | NRHP | Pena Adobe (en)                                             | 2 milles (3 km) sud-ouest de Vacaville sur la I-80                                                     | Vacaville          | 7 janvier 1972     |                                      | 38° 20′ 11″ nord, 122° 00′ 54″ ouest | }} |
| 20       | 06000280  | HD   | Pleasants Ranch (en)                                        | 8212 Pleasants Valley Rd.                                                                              | Vacaville          | 7 avril 2006       |                                      | 38° 27′ 50″ nord, 122° 03′ 00″ ouest | |
| 21       | 12000402  | HD   | Sacramento Northern Railway Historic District (en)          | 5848 State Highway 12                                                                                  | Suisun City        | 11 juillet 2012    |                                      | 38° 12′ 14″ nord, 121° 52′ 31″ ouest | |
| 22       | 03001168  | HD   | Saint Vincent's Hill Historic District                      | pratiquement délimité par Mare Island Way jusqu'à Sonoma Blvd. et de Quincy Alley jusqu'à Kissel Alley | Vallejo            | 21 novembre 2003   |                                      | 38° 06′ 20″ nord, 122° 15′ 30″ ouest | }} |
| 23       | 88002030  | NRHP | Stamboul (Whaling Bark)                                     | Au bas de W. 12th St.                                                                                  | Benicia            | 2 novembre 1988    |                                      | 38° 03′ 44″ nord, 122° 10′ 47″ ouest | |
| 24       | 78000798  | NRHP | Suisun Masonic Lodge No. 55 (en)                            | 623 Main St.                                                                                           | Suisun City        | 18 décembre 1978   |                                      | 38° 14′ 19″ nord, 122° 02′ 27″ ouest | }} |
| 25       | 12001110  | NRHP | USCGC STORIS (cutter) (en)                                  | U.S. Maritime Administration National Defense Reserve Fleet, Suisun Bay                                | Benicia            | 31 décembre 2012   |                                      | 38° 05′ 05″ nord, 122° 05′ 04″ ouest | |
| 26       | 78000799  | NRHP | Vacaville Town Hall (en)                                    | 620 E. Main St.                                                                                        | Vacaville          | 18 septembre 1978  |                                      | 38° 21′ 23″ nord, 121° 59′ 09″ ouest | |
| 27       | 76000535  | NRHP | Vallejo City Hall and County Building Branch (en)           | 734 Marin St.                                                                                          | Vallejo            | 7 novembre 1976    |                                      | 38° 06′ 10″ nord, 122° 15′ 23″ ouest | |
| 28       | 73000460  | HD   | Vallejo Old City Historic District                          | Sonoma Blvd., et Monterey, Carolina, et York Sts.                                                      | Vallejo            | 20 mars 1973       |                                      | 38° 06′ 07″ nord, 122° 14′ 59″ ouest | |
| 29       | 15000360  | NRHP | Von Pfister General Store                                   | Von Pfister Alley (front de mar entre les rues C et D)                                                 | Benicia            | 24 juin 2015       |                                      | 38° 02′ 50″ nord, 122° 09′ 41″ ouest | |
| 30       | 100002240 | NRHP | Westminster Presbyterian Church and Cemetery of Tremont     | 8290 Tremont Rd.                                                                                       | Dixon (Californie) | 26 mars 2018       |                                      | 38° 29′ 42″ nord, 121° 42′ 16″ ouest | |